# Emil Schill
Emil Schill (* 3. Februar 1870 in Basel; † 11. Januar 1958 in Kerns) war ein Schweizer Maler.

## Leben
Emil Schill wurde als fünftes von sechs Kindern in Basel geboren. Seine Vorfahren kamen aus Württemberg. Sein Vater, ein wohlhabender Basler Kaufmann, unterstützte ihn in seinem Wunsch, Maler zu werden. In der Realschule bis zum bestandenen Abitur 1888 war Fritz Schider sein Zeichenlehrer, und während zwei Semester besuchte er Vorlesungen zur Kunstgeschichte bei Jacob Burckhardt.
Von 1889 bis 1893 folgte ein Studium an der Kunstschule in Karlsruhe bei Ernst Schurth, Theodor Poeckh und vor allem Caspar Ritter. An der Akademie der bildenden Künste in München studierte Schill von 1893 bis 1894 bei Paul Hoecker. 1895–1896 besuchte er die Académie Julian in Paris, an der Jules Lefebvre und Tony Robert-Fleury seine Lehrer waren.
1896 liess sich Schill wieder in seiner Heimatstadt Basel nieder und konnte an der Alemannengasse das Atelier von Wilhelm Balmer übernehmen. In der Basler Künstlergesellschaft, deren Präsident er von 1899 bis 1901 war, traf er sich u. a. mit Wilhelm Balmer, Fritz Mock, Margaretha Barth-Visscher van Gaasbeck, Pierre Trüdinger und Cuno Amiet.
Für die Safranzunft Basel malte Schill 1902 ein Wandgemälde aus dem sogenannten Safrankrieg von 1374 und 1903 erhielt er den Auftrag, Wände und Decke des Grossratssaales sowie verschiedene Wandgemälde im Rathaus Basel an zu fertigen. In den Wandgemälden hielt er viele historische und noch lebende Basler Persönlichkeiten fest.
Im Jahr 1911 übersiedelte Schill nach Kerns in Obwalden und heiratete 1903 Rosa Meyer, mit der er zwei Töchter hatte. Hier empfing er seine Freunde und Förderer in seinem eigenen Atelier- und Wohnhaus. In den 1950er Jahren wurde Schill ehrenhalber das Landrecht erteilt und 1955 wurde er Ehrenbürger von Kerns.
Schill galt als gesellig. So war er unter anderem befreundet mit Giovanni Giacometti,  Arnold Böcklin, Emil Beurmann, Albert Welti, Fritz Voellmy, Burkhard Mangold, Max Leu, Karl Theophil Dick, Hans Frei, Fritz Schider und Franz Baur. Viele Jahre hielt sich Schill zum Malen in Baselbieter Jura auf. Das Baselbiet ist für seine malerische Jura-Landschaft im Oberbaselbiet bekannt. Der von seinem Künstlerfreund Karl Theophil Dick geschriebene Nachruf auf Schill, erschien 1959 im Basler Stadtbuch.

## Werk
Schill galt um 1905/10 als einer der bedeutendsten Künstler der Schweiz. Er war in allen massgebenden schweizerischen Ausstellungen vertreten. Er gilt als Spätimpressionist und einer der herausragendsten Landschaftsmaler am Übergang zur Moderne.
Nach dem Umzug nach Obwalden wechselten seine Themen von spätimpressionistischen Juralandschaften zur voralpinen, oft herben Landschaft Obwaldens. Sein Spätwerk nach 1940 ist von eindrücklichen Terrain- und Wolkenbildern geprägt. Ihnen vorausgegangen war eine lange Reihe von fotografischen Studien gemalt auf Holz.
Die Hauptwerke Emil Schills sind:
- 1899 Kunsthalle Basel (zusammen mit Cunio Amiet)
- 1902 Wandgemälde in der Basler Safranzunft
- 1904 Wandgemälde im Grossratssaal des Basler Rathauses

Seine Landschaftsbilder und Porträts sind in den Kunstmuseen von Lausanne, Chur, Basel, Zürich und Solothurn und in vielen Stuben seiner Wahlheimat Kerns zu finden.

## Ausstellungen
- 1994: Emil Schill 1870 – 1958
- 2015: In die Landschaft gehen – im Dialog mit Emil Schill, Museum Bruder Klaus Sachseln[8]